# Afotella cylindrica
Afotella cylindrica är en fjärilsart som beskrevs av Augustus Radcliffe Grote 1880. Afotella cylindrica ingår i släktet Afotella och familjen nattflyn. Inga underarter finns listade i Catalogue of Life.